# Vulkan
Vulkan (рус. Вулкан) — кроссплатформенный API для 2D- и 3D-графики, впервые представленный Khronos Group в рамках конференции GDC 2015.
Vulkan API изначально был известен как «новое поколение OpenGL» или просто «glNext», но после анонса компания отказалась от этих названий в пользу названия Vulkan. Как и OpenGL, Vulkan позволяет с высокой производительностью отображать в реальном времени различные приложения с 3D-графикой, такие как игры или интерактивные книги на всех платформах, а также обеспечивает более высокую производительность и меньшую нагрузку на процессор, аналогично Direct3D 12, Metal и Mantle. Vulkan основан на технологиях AMD в Mantle.

## Обзор
Целью Vulkan было превзойти другие API, включая его предшественника OpenGL, в части снижения накладных расходов, повышения степени прямого контроля над GPU и уменьшения нагрузки на CPU. Vulkan имеет предполагаемые преимущества:
- OpenGL использует язык высокого уровня для написания шейдеров GLSL. Это вынуждает каждого производителя OpenGL-драйвера реализовывать свой собственный компилятор для GLSL, который работает во время выполнения графического приложения, компилируя шейдерные программы в исполняемый код целевой платформы. Vulkan вместо этого предлагает промежуточный двоичный формат SPIR-V, аналогичный двоичному формату, в который компилируются HLSL-шейдеры на платформе Direct3D. Это устраняет нагрузку с поставщиков драйверов, позволяя компилировать шейдеры на этапе разработки. Также позволяет разработчикам приложений писать шейдеры на других языках, кроме GLSL.
- Кроссплатформенный API поддерживается на мобильных устройствах и высокопроизводительных видеокартах.
- Улучшенная поддержка современных систем, использующих многопоточность.
- Снижение нагрузки на центральный процессор в ситуациях, когда он является недостаточно производительным, что позволяет достичь более высокой пропускной способности для GPU-вычислений и визуализации.
- Серьёзным преимуществом Vulkan перед Direct3D 12 когда-то была возможность запускать современные 3D-игры не только в среде Windows 10, но и на компьютерах под управлением ОС Windows 7 и Windows 8.1[19][20].

Для упрощения разработки приложений на Vulkan в 2018 году AMD выпустила вспомогательную оболочку V-EZ, которая берёт на себя многие вспомогательные функции при разработке, так что разработчику необязательно сразу разбираться со всеми тонкостями работы Vulkan API.

## История
Летом 2014 года Khronos Group начала проект по созданию следующего поколения графического API. В 2014 году на SIGGRAPH проект был публично анонсирован с призывом к участию.
Согласно ведомству США по патентам и товарным знакам, фирменный знак «Vulkan» был зарегистрирован 19 февраля 2015 года.
Vulkan был официально назван и анонсирован на Game Developers Conference 2015, хотя домыслы и слухи вокруг нового API существовали заранее. Один из вариантов названий был «glNext».
3 марта 2015 года Valve анонсировала Source 2, игровой движок с поддержкой графического API Vulkan.
В начале 2015 года LunarG (финансируется Valve) разработан и представлен драйвер Linux для Intel, который позволил Vulkan иметь совместимость с интегрированной графической системой HD 4000 серии, которая, несмотря на открытый драйвер Mesa, не полностью совместима с OpenGL 4.0. Существует ещё возможность поддержки Ivy Bridge, так как он поддерживает Direct3D 11.
10 августа 2015 года Google объявила о будущей версии Android с поддержкой Vulkan.
18 декабря 2015 года Khronos Group объявила о том, что спецификация версии Vulkan 1.0 практически завершена и будет выпущена, когда будут доступны совместимые драйверы.
16 февраля 2016 года выпущена публичная спецификация версии Vulkan 1.0 и экспериментальные драйверы для видеокарт AMD и Nvidia.
26 февраля 2018 года Khronos в рамках спецификации The Vulkan® Portability Initiative выпустили общедоступную версию Vulkan 1.0 SDK для работы на платформах macOS и iOS.
7 марта 2018 года выпущена публичная спецификация версии Vulkan 1.1.
15 января 2020 года выпущена публичная спецификация версии Vulkan 1.2.
15 января 2020 года Khronos Group объявила что HLSL-компилятор от Microsoft теперь поддерживает трансляцию в SPIR-V. Теперь HLSL наряду с GLSL официально является языком программирования шейдеров для Vulkan.
17 марта 2020 года была добавлена поддержка трассировки лучей.
22 января 2022 года выпущена публичная спецификация версии Vulkan 1.3.
1 сентября 2022 выпущено расширение VK_EXT_mesh_shader для поддержки меш шейдеров.

## Использование Vulkan

### Игры
- The Talos Principle — первая игра от хорватской компании Croteam, использующая данную технологию на практике.[40]
- Dota 2 — 23 марта 2016 года была добавлена экспериментальная поддержка Vulkan и попала в релиз в мае 2016.[41]
- Doom — 11 июля 2016 года Id Software выпустили патч для игры Doom (2016), в котором отрисовка графики и расчёт физических взаимодействий были переделаны с OpenGL на Vulkan.[42][43][44]
- Doom Eternal — изначально использует API Vulkan.
- Rage 2 — изначально использует API Vulkan.
- vkQuake — порт игры Quake на Vulkan выпущен в июле 2016.[45][46]
  - Официальное переиздание Quake, вышедшее 19 августа 2021 года, использует Vulkan по умолчанию.
- Need for Speed: No Limits, Vainglory и Heroes of Incredible Tales — в июне 2016 года Samsung объявила о поддержке портирования игр с OpenGL ES на Vulkan для смартфона Samsung Galaxy S7.[47]
- Mad Max (игра, 2015) — 30 марта 2017 года в бета-тест вышла версия игры для Linux, использующая Vulkan.
- Olympus Rising — Поддержка добавлена 20 августа 2016.
- Rust — Поддержка добавлена 13 января 2017.
- Destinations — Поддержка добавлена 22 февраля 2017.
- Wolfenstein II: The New Colossus — Поддержка добавлена 27 октября 2017.[48]
- Escape from Tarkov — объявлено добавление поддержки в будущем.[49]
- X4 Foundations — объявлена поддержка Vulkan.[50]
- Star Citizen — объявлена поддержка Vulkan.[51]
- No Man's Sky — поддержка добавлена в патче 1.77.
- World War Z — изначально использует API Vulkan.
- Red Dead Redemption 2 — изначально использует API Vulkan. Игра поддерживает два API — Vulkan и DirectX 12, но согласно отзывам игроков и обзорам, производительность при использовании Vulkan выше[52].
- Detroit: Become Human — изначально использует API Vulkan.
- Tom Clancy’s Rainbow Six Siege и Tom Clancy’s Ghost Recon Breakpoint — 28 января 2020 года была добавлена экспериментальная поддержка API Vulkan
- X-Plane 11 — 3 апреля 2020 года, студия-разработчик игры-авиасимулятора выпустила обновление 11.50, которое включает в себя API Vulkan.
- Path of Exile — 28 мая 2020 года было выпущено обновление 3.10.2 с поддержкой бета-версии отрисовщика на базе Vulkan.[53]
- Baldur's Gate III — изначально использует API Vulkan. Игра поддерживает два API — Vulkan и DirectX 11.
- War Thunder — поддержка Vulkan была дополнительной к OpenGL, в настоящее время Vulkan по умолчанию используется как минимум в версии клиента для Linux.
- PUBG: New State — мобильная игра с поддержкой графического интерфейса Vulkan и OpenGL ES при выходе (04.11.2021)
- Counter-Strike 2 — поддержка была добавлена в день выхода игры в бета-тест по приглашениям. Игра поддерживает два API — Vulkan и DirectX 11. По умолчанию использует DirectX11, а переключить API Vulkan можно только прописав «-vulkan» в параметрах запуска игры. В настоящее время API Vulkan по умолчанию поддерживается только для Steam Deck
- Brawl Stars — мобильная кроссплатформенная игра. Поддержка была добавлена 16 Декабря 2021 года. Ранее игра поддерживала OpenGL.
- Team Fortress 2 — 20 апреля 2024 года была добавлена 64-битная версия игры, а также поддержка Vulkan[54]

### Игровые движки
- Source 2 — В марте 2015, Valve Corporation анонсировала Source 2, который получил поддержку Vulkan.
- Serious Engine 4 — В феврале 2016, Croteam объявила о поддержке Vulkan в Serious Engine.
- Unreal Engine 4 — В феврале 2016, Epic Games анонсировала Unreal Engine 4 с поддержкой Vulkan.
- Unreal Engine 5 — Поскольку движок — продолжение Unreal Engine 4, в нём уже был Vulkan изначально.
- Torque 3D[англ.] — В апреле 2016, разработчики объявили что добавили поддержку Vulkan.
- Quake Engine — В июне 2016 была добавлена поддержка Vulkan.
- id Tech 3 — В мае 2017 была добавлена поддержка Vulkan.
- id Tech 4 — В августе 2017 была добавлена поддержка Vulkan.
- id Tech 6 — В мае 2016 id Software объявили что Doom на движке id Tech 6 будет поддерживать Vulkan.
- id Tech 7 — В июне 2018 id Software анонсировали движок id Tech 7 который работает исключительно на Vulkan.
- Xenko — В июле 2016, была добавлена поддержка Vulkan.
- Unity — Поддержка Vulkan появилась в версии 5.6.
- CryEngine — Поддержка Vulkan появилась в версии 5.4.
- Intrinsic — бесплатный кросс-платформенный игровой движок с открытым исходным кодом, который поддерживает Vulkan.
- Unigine — В апреле 2017, Unigine Corp анонсировала поддержку Vulkan для своего движка Unigine.
- Abyss Engine — В мае 2017, Deep Silver выпустила Galaxy on Fire 3 Manticore на Android с поддержкой Vulkan.
- Banshee 3D — бесплатный кросс-платформенный игровой движок с открытым исходным кодом, который поддерживает Vulkan.
- Godot Engine — Была добавлена поддержка в версии 4.0.[55]
- Turbo Engine (Leadwerks 5.0) — платный движок, от Leadwerks Technologies.

### Библиотеки-обёртки
- Anvil — сокращает время на написание рабочего приложения Vulkan с нуля. Часть проекта GPUOpen[англ.][56].
- GLOVE — «OpenGL ES Over Vulkan», действует как промежуточный слой между OpenGL ES и Vulkan[57].
- MoltenVK — позволяет приложениям Vulkan работать поверх Metal[англ.] в операционных системах macOS и iOS от Apple[58].
- V-EZ — «Лёгкий режим» для Vulkan, предназначен для упрощения сложности использования Vulkan. Часть проекта GPUOpen[59].
- Vulkan-Hpp — обёртка для языка программирования C++[60].
- Vulkano — обёртка для языка программирования Rust[61].
- PasVulkan — обёртка для языка программирования Object Pascal[62].
- NVK — Vulkan API для Node.js, позволяет писать приложения на языках программирования JavaScript и TypeScript[63].
- DXVK — обёртка для использования DirectX 8-11 игр и приложений под Vulkan без необходимости их переписывать
- nGlide — обёртка для использования Glide игр и приложений под Vulkan без необходимости их переписывать.
- D9VK — обёртка для использования DirectX 9 игр и приложений под Vulkan без необходимости их переписывать. Является частью DXVK с версии 1.5 от 16 декабря 2019.
- D8VK — обёртка для использования DirectX 8 игр и приложений под Vulkan без необходимости их переписывать. Является частью DXVK с версии 2.4 от 10 июля 2024.

## Совместимость
Начальная спецификация утверждает, что Vulkan будет работать на оборудовании, которое в настоящее время поддерживает OpenGL ES 3.1 или OpenGL 4.x и выше. В качестве поддержки Vulkan потребует новых графических драйверов, но это не обязательно означает, что все существующие устройства, которые поддерживают OpenGL ES 3.1 или OpenGL 4.x будут иметь доступные драйверы с поддержкой Vulkan.